# Русецький Валерій Аськович
Вале́рій А́ськович Русе́цький — старший лейтенант Збройних сил України, учасник російсько-української війни.

## Нагороди
За особисту мужність, сумлінне та бездоганне служіння Українському народові, зразкове виконання військового обов'язку відзначений — нагороджений
- орденом «За мужність» III ступеня (3.11.2015).